# Episodi di Grani di pepe (dodicesima stagione)
La dodicesima stagione della serie televisiva Grani di pepe è stata trasmessa in Germania dal 7 novembre 2015 sul canale Das Erste. 
In Italia gli episodi della stagione sono stati resi disponibili su RaiPlay a partire dal 25 febbraio 2022 e trasmessi poi su Rai Gulp dal successivo 13 al 25 marzo.
| N° | Titolo originale        | Titolo italiano         | Prima TV Germania | Prima TV Italia |
| -- | ----------------------- | ----------------------- | ----------------- | --------------- |
| 1  | Die Flaschenpost        | Messaggio in bottiglia  | 7 novembre 2015   | 13 marzo 2022   |
| 2  | Vertauschte Handys      | Scambio di cellulare    | 7 novembre 2015   | 14 marzo 2022   |
| 3  | Ausgebremst             | Attenti ai freni        | 7 novembre 2015   | 15 marzo 2022   |
| 4  | Vor Gericht             | Un caso in tribunale    | 15 novembre 2015  | 16 marzo 2022   |
| 5  | Durchgeknallt           | Giochi pericolosi       | 21 novembre 2015  | 17 marzo 2022   |
| 6  | Geraubt Kunst           | Trafficanti d'arte      | 21 novembre 2015  | 18 marzo 2022   |
| 7  | Nachts im Museum        | Furto al museo          | 21 novembre 2015  | 19 marzo 2022   |
| 8  | Abgeschoben             | Ordine di rimpatrio     | 5 dicembre 2015   | 20 marzo 2022   |
| 9  | Im Schmetterlingsgarten | La casa delle farfalle  | 5 dicembre 2015   | 21 marzo 2022   |
| 10 | Fenster zum Hof         | La finestra sul cortile | 5 dicembre 2015   | 22 marzo 2022   |
| 11 | Die Superhelden         | I supereroi             | 19 dicembre 2015  | 23 marzo 2022   |
| 12 | Toms Vater              | Un padre difficile      | 19 dicembre 2015  | 24 marzo 2022   |
| 13 | Auf dem Holzweg         | La via del legno        | 19 dicembre 2015  | 25 marzo 2022   |

## Messaggio in bottiglia
- Scritto da: Anja Jabs
- Diretto da: Klaus Wirbitzky

## Scambio di cellulare
- Scritto da: Jörg Reiter
- Diretto da: Klaus Wirbitzky

## Attenti ai freni
- Scritto da: Jörg Reiter
- Diretto da: Klaus Wirbitzky

## Un caso in tribunale
- Scritto da: Jörg Reiter
- Diretto da: Klaus Wirbitzky

## Giochi pericolosi
- Scritto da: Jörg Reiter
- Diretto da: Andrea Katzenberger

## Trafficanti d'arte
- Scritto da: Anja Jabs
- Diretto da: Andrea Katzenberger

## Furto al museo
- Scritto da: Andrea Katzenberger
- Diretto da: Andrea Katzenberger

## Ordine di rimpatrio
- Scritto da: Andrea Katzenberger
- Diretto da: Andrea Katzenberger

## La casa delle farfalle
- Scritto da: Anja Jabs
- Diretto da: Andrea Katzenberger

## La finestra sul cortile
- Scritto da: Jörg Reiter
- Diretto da: Andrea Katzenberger

## I supereroi
- Scritto da: Katja Kittendorf
- Diretto da: Franziska Hörisch

## Un padre difficile
- Scritto da: Anja Jabs
- Diretto da: Franziska Hörisch

## La via del legno
- Scritto da: Anja Jabs
- Diretto da: Franziska Hörisch